# Nůše

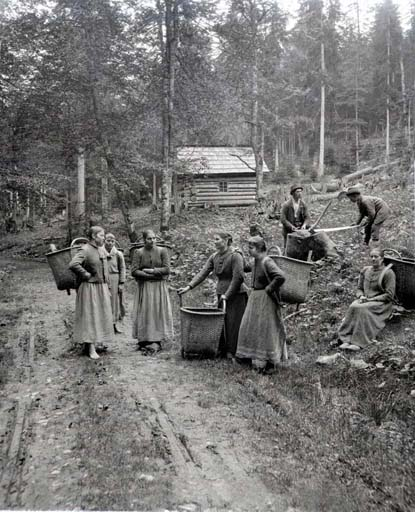
Sběr trávy s pomocí nůší na Šumavě kolem roku 1890

Nůše je druh nádoby, určené k přenášení předmětů na zádech. Mívá podobu do výšky protáhlého proutěného koše přibližně čtvercového půdorysu, opatřeného párem popruhů pro navlečení na ramena, na horním okraji bývá vybavena uchy pro držení. V minulosti bývaly nůše všeobecně používaným prostředkem k přepravě trávy, sena, dříví, ovoce, zeleniny, pečiva, řemeslných výrobků aj., podobně jako krosny představovaly důležitou pomůcku, umožňující venkovskému obyvatelstvu či podomním obchodníkům dopravovat zboží na trh a obcházet zákazníky. V dnešní době se s nůšemi lze setkat např. při sklizni vinných hroznů, jinak je hospodářský význam tohoto přepravního prostředku okrajový a omezuje se spíše na venkovské domácí hospodářství. V oblasti rekreačního vyžití dnes plní úlohu obdoby nůše ruksak.